# Lacusovagus magnificens
Il lacusovago (Lacusovagus magnificens) è uno pterosauro vissuto nel Cretaceo inferiore (circa 110 milioni di anni fa). I suoi resti sono stati trovati in Brasile. È stato descritto nel 2008 da Mark P. Witton.
È il più grande pterosauro della famiglia Chaoyangopteridae sinora trovato, con una apertura alare di 5 metri. È il primo membro di tale famiglia rinvenuto fuori dalla Cina.